# Stefan Horoszkiewicz

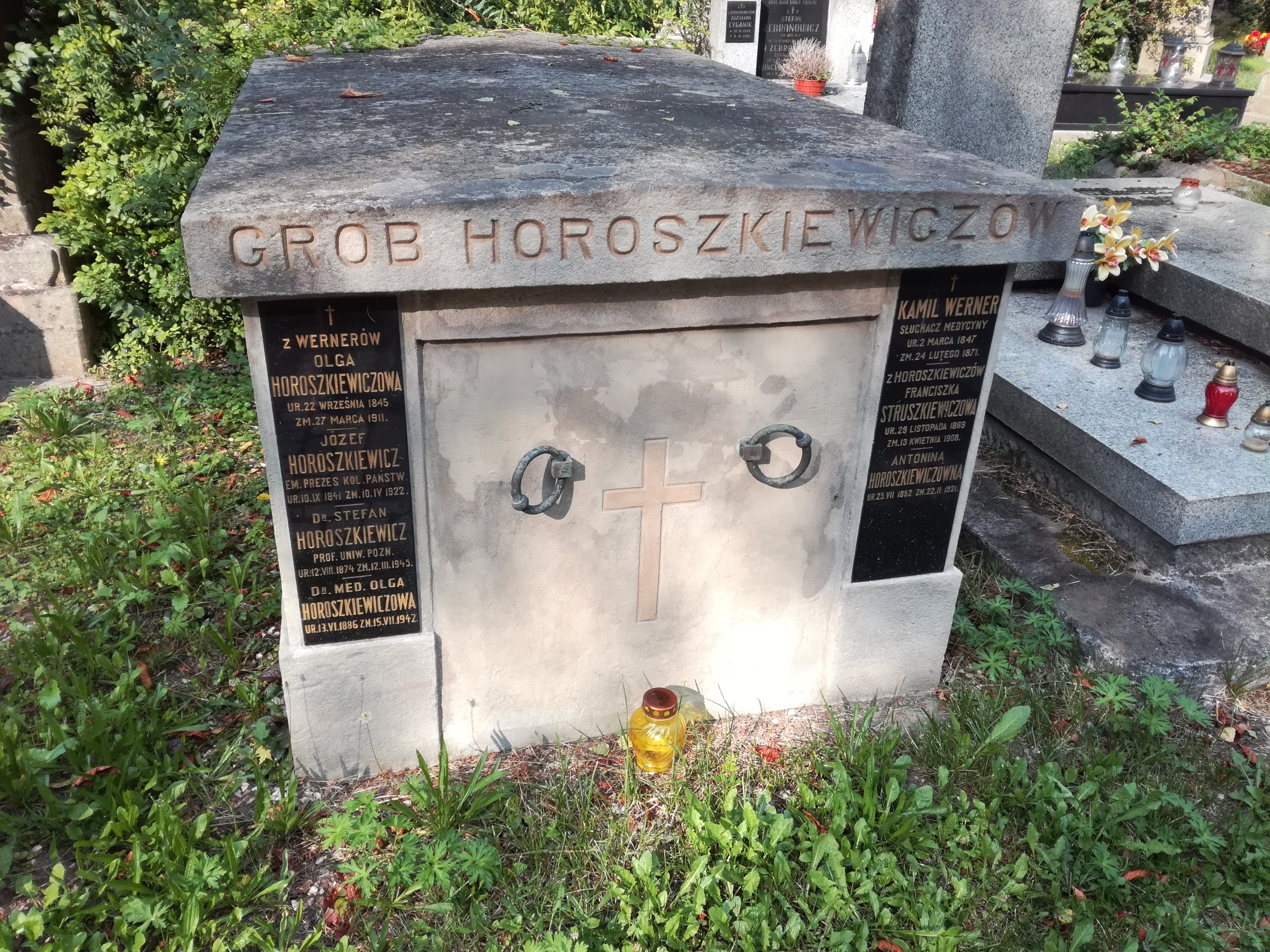
grób prof. Stefana Horoszkiewicza na cmentarzu Rakowickim w Krakowie

Stefan Horoszkiewicz (ur. 12 sierpnia 1874 we Lwowie, zm. 12 marca 1945 w Krakowie) – polski patolog sądowy, profesor UAM w Poznaniu, podpułkownik lekarz Wojska Polskiego. 

## Życiorys
Był synem c. k. urzędnika kolejowego Józefa Horoszkiewicza (1841-1922) i Olgi z domu Werner (1845-1911). We Lwowie ukończył gimnazjum, a w Krakowie studia medyczne i tam w 1898 uzyskał doktorat. Do 1921 pracował w Zakładzie Medycyny Sądowej Uniwersytetu Jagiellońskiego i równocześnie odbywał praktykę szpitalną na oddziałach chirurgicznym, internistycznym i psychiatrycznym. Zdał egzamin dla lekarzy rządowych w Galicji w 1902, a następnie habilitował się z medycyny sądowej w 1904 i został profesorem nadzwyczajnym w 1909. Podczas I wojny światowej służył w armii austriackiej. 
18 listopada 1918 gen. bryg. Bolesław Roja „w uznaniu nadzwyczajnych zasług położonych w służbie wojskowo-lekarskiej” mianował go na stopień podpułkownika lekarza z rangą od 1 grudnia tego roku. 8 stycznia 1924 został zatwierdzony w stopniu podpułkownika ze starszeństwem z 1 czerwca 1919 i 34. lokatą w korpusie oficerów rezerwy sanitarnych, grupa lekarzy. Posiadał wówczas przydział w rezerwie do 7 Batalionu Sanitarnego w Poznaniu.
Został powołany w 1921 jako profesor zwyczajny na organizatora i kierownika Katedry Medycyny Sądowej Wydziału Lekarskiego Uniwersytetu Poznańskiego. Zorganizował w krótkim czasie jeden z lepszych zakładów sądowo–lekarskich w Polsce, który został wyposażony w nowoczesną aparaturę naukową, stworzył pracownię chemiczną, serologiczną i kryminalistyczną. Możliwe było dzięki temu przygotowanie w Poznaniu kursu medycyny sądowej i kryminalistyki dla przeszkolenia aplikantów i asesorów sądowych. Podniósł na wysoki poziom orzecznictwo sądowo–lekarskie w Wielkopolsce mając możliwości dokonywania wszelkiego rodzaju ekspertyz.
Dziekan Wydziału Lekarskiego UP w latach 1922/23 i 1923/24. Był autorem 29 rozpraw z różnych dziedzin medycyny sadowej. Wyjechał do Lwowa po wybuchu wojny, a tam pracował w klinice neurologicznej. Przeniósł się w 1940 do Krakowa i od 1941 przez 2 lata był kierownikiem Polskiego Komitetu Opiekuńczego na powiat krakowski, a następnie prowadził pracownię analiz lekarskich. Został pochowany na cmentarzu Rakowickim w Krakowie.
Był żonaty od 1916 z Olgą Rubin, lekarzem–pediatrą, która w 1942 została zamordowana przez gestapo. Miał córkę Marię i syna Andrzeja.
Wniósł istotny wkład w rozwój entomologii sądowej. Prowadził również badania eksperymentalne wspólnie z prof. Leonem Wachholzem nad mechanizmem utonięcia.

## Odznaczenia
- Kawaler Orderu Franciszka Józefa – Austro-Węgry (1916)[3].